# Robert Francis Ross McNabb
 Robert Francis Ross McNabb  (Kawakawa, Nova Zelândia, 11 de dezembro de 1934 — 14 de novembro de 1972) foi um micologista neozelandês.
Obteve seu  bacharelado em ciências na Universidade de Otago em  1956 e seu mestrado em ciências  em 1958. Em 1959 é contratado como taxinomista pelo Serviço das Doenças Vegetais de Auckland. Deixa a Nova Zelândia em  1961 para ir estudar na universidade de Londres sob a direcção do professor Cecil Terence Ingold (1905-). Obtem o seu doutorado em 1963 com uma tese intitulada "Taxonomic Studies in the Dacrymycetaceae".  Após a sua tese, passa alguns meses na  Europa onde estuda as coleções de  cogumelos do  British Museum,  museus de Paris  e de Leida.
McNabb retorna a Nova Zelândia em janeiro de  1964 onde reassume  o seu posto no Serviço das Doenças Vegetais. Começa a estudar ecologia das principais espécies da família das  Agaricales. Em 1966, junta-se a equipe editorial do  "New Zealand Journal of Botany".  Muda de trabalho em dezembro de  1967 , tornando-se professor-assistente do  departamento de  microbiologia agrícola do Lincoln College. Em 1972, torna-se professor do departamento de botânica na universidade de Canterbury.

## Fonte
- A.D. Thomson (1973). Robert Francis Ross McNabb (1934-1972). New Zealand Journal of Botany, 11 : 799-802.